# Estación de Guadalcanal
Gualdalcanal es una estación de ferrocarril situada en el municipio español homónimo en la provincia de Sevilla, comunidad autónoma de Andalucía. Cuenta con servicios de media distancia operados por Renfe.

## Situación ferroviaria
Se encuentra situada en el punto kilométrico 130,3 en la línea férrea de ancho ibérico que une Mérida con Los Rosales, a 726 metros de altitud, entre las estaciones de Fuente del Arco y de Cazalla-Constantina. El tramo es de via única y está sin electrificar.

## Historia
La estación fue abierta al tráfico el 16 de enero de 1885 con la puesta en funcionamiento del tramo El Pedroso-Llerena, de la línea férrea que pretendía unir Los Rosales, al norte de Sevilla con Mérida. Fue el último tramo en construirse debido a que era el más complejo de la línea al atravesar Sierra Morena. Las obras corrieron a cargo de MZA, siendo este el único tramo que construyó la compañía, ya que el resto fue obra de Manuel Pastor y Landero, ingeniero de caminos que logró la concesión inicial en 1869. En 1941, tras la nacionalización del ferrocarril en España, la estación pasó a ser gestionada por RENFE. 
Desde enero de 2005, con la extinción de la antigua RENFE, el ente Adif pasó a ser el titular de las instalaciones.

## Servicios ferroviarios

### Media Distancia
Únicamente efectúa parada diaria un tren MD por sentido que permite conexiones directas con Madrid, Plasencia, Cáceres, Mérida, Zafra y Sevilla. 
| Línea MD | Trenes | Origen/Destino          |  | Destino/Origen      |
| -------- | ------ | ----------------------- |  | ------------------- |
|          | MD     | Madrid-Atocha Cercanías |  | Sevilla-Santa Justa |